# Josh Saviano
Pour les articles homonymes, voir Saviano (homonymie).
Josh Saviano, né le 31 mars 1976 à White Plains (État de New York, États-Unis), est un acteur et avocat américain.

## Biographie
Principalement connu pour avoir interprété Paul Pfeiffer de 1988 à 1993 dans la série télévisée Les Années coup de cœur, il travaille aujourd'hui dans un cabinet d'avocat. Dans les années 1990, une folle rumeur le faisait passer pour le chanteur Marilyn Manson.

## Filmographie
- 1988 : The Wrong Guys (en) de Danny Bilson : Kid Belz
- 1989 : Ray Bradbury présente (The Ray Bradbury Theater) (série TV) : Willie
- 1990 : Camp Cucamonga (TV) : Max Plotkin
- 1993 : Les Années coup de cœur (The Wonder Years) (série TV) : Paul Pfeiffer

## Distinctions
- Nomination au Young Artist Award du meilleur jeune acteur en 1989 et 1993.